# Звездина ревија
Звездина ревија је српски часопис који је у целости посвећен Спортском друштву Црвена звезда и као такав, једини је представник те врсте у Србији. Најстарији је на Балкану и један од листова са најдужом традицијом у Европи. У овом листу могу се наћи подаци о свим секцијама црвено-белих и резултатима који се у оквиру овог друштва постижу.

## Историја
Првобитна Звездина ревија је излазила јако кратко, да би њен рад био обновљен 1953. године, али је потрајала само до 1955. године. Редовно је овај лист почео да излази тек 1961. и зато се, заправо, за први званични број управо узима тај, штампан 18. марта 1961. године. Та "Звездина ревија" је штампана у "Политици" на осам страна великог формата у виду полумесечника, а као главни уредник био је потписан фудбалер Звезде Рајко Митић. Тај први број одштампан је у 25 хиљада примерака и сви до једног су били распродати, услед чега је тадашње уредништво листа морало да се извињава свима онима који нису успели да га набаве. Главни уредник од броја 98 био је Слободан Ћосић, кога је на том месту наследио доајен српског новинарства Љубиша Вукадиновић. Од првог објављеног броја, па све до броја 112 лист је излазио на великом формату и то у виду полумесечника, али се од овог броја он смањује, повећава се број страна и престаје се са праксом полумесечног излажења и прелази се на месечник. Касније, тај мали формат поново бива замењен већим, али је најважнија промена која се догодила везана за 1. мај 1972. године када је изашао први број овог магазина у боји.
Што се тиче тиража, и он је варирао, зависно од тога у каквим се условима радило, па самим тим ни не чуди податак да је највише примерака штампано управо "златних" седамдесетих, док је сходно ситуацији у земљи, најмањи број издатих комада управо у данашње време. Наиме, тих седамдесетих година штампан је тираж од 30.000 примерака, од чега се продавало око 25.000. Осамдесетих је тираж смањен на 25 хиљада, од чега је продавано између 15 и 20 хиљада, да би деведесетих дошло да наглог пада и силазне путање. У том периоду постојала је и месечна претплата на "Звездину ревију", па се на тај начин лист продавао и широм света, од Аустралије до Јужне Америке. У то време највећи број продатих примерака бележен је у Книну, Бенковцу, Тузли, Патрини. Како се рат ширио и земља смањивала, тако је и Звездина ревија штампана у све мањем тиражу, да би од 2000. године на овамо тај број био сведен на свега 2.000, од чега бива продато око 1.000 комада.
Потребно је напоменути да се у последњих неколико година, заправо од 2006. године, када је спортско друштво Црвена звезда славило 61. рођендан, "Звездина ревија" може наћи и на интернету у виду ПДФ формата, при чему је омогућено бесплатно "скидање" садржаја, па је на тај начин и бројка од 1.500 продатих примерака донекле и разумљива. У последњој деценији место главног уредника резервисано је за Зорана Аврамовића, који је на то место дошао уочи излажења јубиларног 500. броја, док је извршни уредник Милан Блешић. У петој декади излажења часопис "Звездина ревија" је прославио и два јубилеја - 500. и 600. број, који су штампани марта 2000. године и октобра 2011. године.

## Акције
У историји "Звездине ревије" постоји неколико акција које се протежу практично од самог оснивања. Оно по чему се овај спортски магазин издваја у односу на остале и по чему јесте јединствен и оригиналан јесу избори који се организују деценијама уназад, а од којих су свакако најзначајнији:
- Избор за најбољи спортски пар године (спортиста и спортисткиња године)
- Избор за фотографију године
- Избор за спортисту века
- Специјална награда "Ревије"

## Сарадници
У дугој историји овог листа, многи знаменити људи овог и оног времена објављивали су своје текстове у "Ревији", износили своје ставове, објашњавали своја запажања, критиковали, хвалили... Они најпознатији, у сфери књижевника свакако су Добрица Ћосић, Матија Бећковић, Љубивоје Ршумовић, Давид Албахари, Момо Капор, Марко Видојковић... Од глумаца издвајају се Љуба Тадић, Љубиша Самарџић, Светлана Бојковић, Тања Бошковић, Миодраг Андрић, Иван Бекјарев, Воја Брајовић, Александар Берчек, Драган Николић, Злата Петковић... Међу радио и телевизијским коментаторима и новинарима то су Марко Марковић, Стефан Грубач, Дејан Патаковић, Синиша Божовић, Милојко Пантић, Илија Ковачић...